# Nagy Sándor (politikus, 1946–2015)
Nagy Sándor (Vértes, 1946. november 2. – Budapest, 2015. augusztus 24.) magyar politikus, közgazdász.

## Életrajza
A rendszerváltás előtt tagja volt az MSZMP Központi Bizottságának. Országgyűlési képviselő volt a rendszerváltás előtt is és utána is. 1994 és 2006 között az MSZP képviselője volt a parlamentben. 1998-ban az MSZP alelnöke lett, de ezt a tisztségét csak kevesebb mint egy évig töltötte be. Később az MSZP platformjai közül a szocialista platformnak volt az alelnöke.
Több vezető pozícióban dolgozott a rendszerváltás előtt a Szakszervezetek Országos Tanácsában (SZOT). 1990-től a Magyar Szakszervezetek Országos Szövetségének (MSZOSZ) elnöke volt.
Szocialista politikustársainál jobban hangsúlyozta a nemzeti szempontokat, és felvetette a nagykoalíció lehetőségét is egy jobbközép párttal. A 2002-es választások előtt egy ideig az MSZP négy lehetséges kormányfő-jelöltje között volt, aztán visszalépett Medgyessy Péter javára.
2002 és 2006 között a Miniszterelnöki Hivatal politikai államtitkára volt.

## Családja
Édesapja: Nagy József, édesanyja: Papp Julianna. Felesége közgazdász, a Művelődési és Közoktatási Minisztérium osztályvezetője volt. Két fiuk született, Sándor (1971) és Zoltán (1976).